# Emperor Tomato Ketchup
| Críticas profissionais                                                      | Críticas profissionais |
| Avaliações da crítica                                                       | Avaliações da crítica  |
| Fonte                                                                       | Avaliação              |
| --------------------------------------------------------------------------- | ---------------------- |
| AllMusic                                                                    | [ 1 ]                  |
| Esta tabela precisa de ser acompanhada por texto em prosa. Consulte o guia. |                        |

Emperor Tomato Ketchup é o quarto álbum de estúdio do grupo Stereolab. É considerado seu magnum opus, sendo o registro mais bem cotado pela critica musical.

## Faixas
| N.º | Título                     | Duração |  |
| 1.  | "Metronomic Underground"   | 7:55    |  |
| 2.  | "Cybele's Reverie"         | 4:42    |  |
| 3.  | "Percolator"               | 3:47    |  |
| 4.  | "Les Yper-Sound"           | 4:05    |  |
| 5.  | "Spark Plug"               | 2:29    |  |
| 6.  | "OLV 26"                   | 5:42    |  |
| 7.  | "The Noise of Carpet"      | 3:05    |  |
| 8.  | "Tomorrow Is Already Here" | 4:56    |  |
| 9.  | "Emperor Tomato Ketchup"   | 4:37    |  |
| 10. | "Monstre Sacre"            | 3:44    |  |
| 11. | "Motoroller Scalatron"     | 3:48    |  |
| 12. | "Slow Fast Hazel"          | 3:53    |  |
| 13. | "Anonymous Collective"     | 4:32    |  |

## Créditos
Participarem das gravações:
- Laetitia Sadier - vocal, vários instrumentos.
- Tim Gane - guitarra, teclado.
- Andy Ramsay - bateria, programação.
- Mary Hansen - guitarra, vocal.
- Duncan Brown - baixo.
- Morgane Lhote - teclado

### Pessoal adicional
- Sean O'Hagan – arranjo de cordas, piano elétrico, órgão, vibrafone.
- Marcus Holdaway, Sally Herbert, Mandy Drummond, Meg Gates – cordas.
- Ray Dickarty – saxofone alto.
- John McEntire – vibrafone, guitarra, sintetizadores, maraca, tamborim.